# Lemarit Ain

Lemarit Ain est un film israélien réalisé par Daniel Syrkin, sorti en 2006.

## Synopsis
Ya'ara, 24 ans, est belle, indépendante et intelligente. Malgré son handicap, elle est aveugle, elle vient de commencer son doctorat de mathématiques à l'université de Princeton. À la suite du suicide de sa cousine Talia, elle rentre précipitamment en Israël partager le deuil de la famille. Talia et elle, élevées ensembles, ont tout partagé de leur enfance et de leur adolescence, Talia soutenant à Ya'ara qu'elle pouvait tout voir en dépit de sa cécité. Sans le vouloir, Ya'ara est amenée à découvrir les mensonges, les failles, les secrets de la vie de Talia et de leur famille commune. C'est elle, la jeune aveugle, qui finira par mettre au jour le secret à l'origine du suicide de sa cousine, situation que la famille a toujours refusé de voir ou d'admettre.

## Fiche technique
- Titre original : Lemarit Ain
- Réalisation : Daniel Syrkin
- Scénario : Noa Greenberg
- Production : Jcs Production
- Musique : Rafi Kadishon
- Photographie : Giora Bejach
- Montage : Boaz Lion
- Pays d'origine : Israël
- Format : Couleurs
- Genre : Drame
- Durée : 85 minutes
- Date de sortie : 2006

## Distribution
- Tali Sharon : Ya'ara
- Israel Poliakov :
- Avigail Harari :
- Hadas Yaron :
- Sandra Sade :
- Assi Dayan : Raphaël

## Récompenses
- Israël Academy Award 2006 : Prix du meilleur réalisateur.
- Festival international des cinémas d'Asie de Vesoul 2007 : Cyclo d'or et prix Langues'O.